# Weihnachtsvorlesung (Royal Institution)

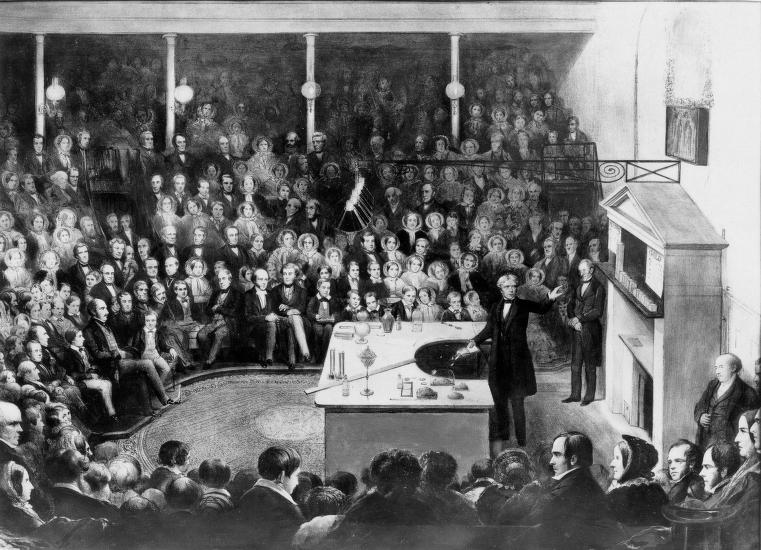
Lithografie von Alexander Blaikley (1816–1903), die Michael Faraday am 27. Dezember 1855 bei einer seiner Weihnachtsvorlesungen zeigt, an der auch Prinz Albert und Prinz Alfred teilnahmen

Die Weihnachtsvorlesungen der Royal Institution (englisch Royal Institution Christmas Lectures) sind eine seit 1825 von der Royal Institution veranstaltete Weihnachtsvorlesungsreihe.
Die Weihnachtsvorlesungen entwickelten sich aus den Nachmittagsvorlesungen, die seit 1800 an der Royal Institution stattfanden. Geplant war ursprünglich eine Reihe von 22 Vorlesungen über Naturphilosophie, die sich speziell an jugendliche Zuhörer im Alter von 15 bis 20 Jahren richten und in der freien Zeit zu Weihnachten, Ostern und Pfingsten stattfinden sollte. Die erste Weihnachtsvorlesung wurde 1825 von John Millington (1779–1868), Professor für Mechanik an der Royal Institution, abgehalten, die zweite ein Jahr später von einem heute unbekannten Amateurastronomen mit dem Namen John Wallis. Nach einer zweiten, wenig erfolgreichen Ostervorlesung, die 1827 vom Professor für Naturgeschichte John Harwood (ca. 1794–1854) gehalten wurde, wurden die Vorlesungen nur noch zur Weihnachtszeit durchgeführt.
Für die eigentlich als „Jugendvorlesungen“ (Juvenile Lectures) bezeichnete Vorlesungsreihe bürgerte sich in den 1850er Jahren im Sprachgebrauch der Begriff „Weihnachtsvorlesungen“ (Christmas Lectures) ein. Anfang der 1860er Jahre wurde er schließlich offiziell verwendet.
Bis Anfang der 1860er Jahre prägte Michael Faraday die Ausgestaltung der Weihnachtsvorlesungen wesentlich. Von 1827 an war er für insgesamt 19 Folgen verantwortlich, die meist aus sechs Einzelvorlesungen bestanden. Die bekannteste Weihnachtsvorlesung mit dem Titel Chemical History of a Candle (Naturgeschichte einer Kerze) wurde von ihm zum Jahreswechsel 1860/1861 gehalten. Sie erschien 1861 in Buchform und wurde in zahlreiche Sprachen übersetzt.
Bis in die 1890er Jahre wurden die Vorlesungen hauptsächlich von den Professoren der Royal Institution abgehalten, darunter William Thomas Brande (7 Folgen), John Tyndall (12 Folgen), James Dewar (9 Folgen), Edward Frankland, William Odling und John Hall Gladstone.
Am 29. Dezember 1927 explodierte kurz nach der Weihnachtsvorlesung von Edward Andrade die institutseigene Trafostation, wobei jedoch niemand zu Schaden kam. Der bis dahin eintausend Zuhörer fassende Vortragssaal wurde daraufhin umgebaut. Heute kann er etwa 430 Zuhörer aufnehmen.
Ende der 1950er Jahre wollte die Royal Institution ihre Arbeit bekannter machen. Daher produzierte Lawrence Bragg 1959 eine Folge von sechs 15-minütigen Fernsehsendungen mit dem Titel The Nature of Things, deren Ausstrahlung etwa vier Millionen Zuschauer erreichte und als großer Erfolg gewertet wurde. Die regelmäßige Fernsehübertragung der Weihnachtsvorlesungen begann 1966/67 mit Eric Laithwaites The Engineer in Wonderland auf BBC2.

## Liste der Christmas Lectures
| Jahr      | Vortragender | Titel der Vorlesung                                            |
| --------- | --- | -------------------------------------------------------------- |
| 1825      | John Millington | Natural Philosophy                                             |
| 1826      | John Wallis | Astronomy                                                      |
| 1827      | Michael Faraday | Chemistry                                                      |
| 1828      | J. Wood | Architecture                                                   |
| 1829      | Michael Faraday | Electricity                                                    |
| 1830      | Thomas Webster | Geology                                                        |
| 1831      | James Rennie | Zoology                                                        |
| 1832      | Michael Faraday | Chemistry                                                      |
| 1833      | John Lindley | Botany                                                         |
| 1834      | William Thomas Brande                                                                                                 | Chemistry                                                      |
| 1835      | Michael Faraday | Electricity                                                    |
| 1836      | William Thomas Brande                                                                                                 | Chemistry of the Gases                                         |
| 1837      | Michael Faraday | Chemistry                                                      |
| 1838      | John Wallis | Astronomy                                                      |
| 1839      | William Thomas Brande                                                                                                 | The Chemistry of the Atmosphere and the Ocean                  |
| 1840      | John Frederic Daniell                                                                                                 | The First Principles of Franklinic Electricity                 |
| 1841      | Michael Faraday | The Rudiments of Chemistry                                     |
| 1842      | William Thomas Brande                                                                                                 | The Chemistry of the Non-Metallic Elements                     |
| 1843      | Michael Faraday | First Principles of Electricity                                |
| 1844      | William Thomas Brande                                                                                                 | The Chemistry of the Gases                                     |
| 1845      | Michael Faraday | The Rudiments of Chemistry                                     |
| 1846      | John Wallis | The Rudiments of Astronomy                                     |
| 1847      | William Thomas Brande                                                                                                 | The Elements of Organic Chemistry                              |
| 1848      | Michael Faraday | The Chemical History of a Candle                               |
| 1849      | Robert Walker | The Properties of Matter and the Laws of Motion                |
| 1850      | William Thomas Brande                                                                                                 | The Chemistry of Coal                                          |
| 1851      | Michael Faraday | Attractive Forces                                              |
| 1852      | Michael Faraday | Chemistry                                                      |
| 1853      | Michael Faraday | Voltaic Electricity                                            |
| 1854      | Michael Faraday | The Chemistry of Combustion                                    |
| 1855      | Michael Faraday | The Distinctive Properties of the Common Metals                |
| 1856      | Michael Faraday | Attractive Forces                                              |
| 1857      | Michael Faraday | Static Electricity                                             |
| 1858      | Michael Faraday | The Metallic Properties                                        |
| 1859      | Michael Faraday | The Various Forces of Matter and their Relations to Each Other |
| 1860      | Michael Faraday | The Chemical History of a Candle                               |
| 1861      | John Tyndall | Light                                                          |
| 1862      | Edward Frankland | Air and Water                                                  |
| 1863      | John Tyndall | Electricity at Rest and Electricity in Motion                  |
| 1864      | Edward Frankland | The Chemistry of a Coal                                        |
| 1865      | John Tyndall | Sound                                                          |
| 1866      | Edward Frankland | The Chemistry of Gases                                         |
| 1867      | John Tyndall | Heat and Cold                                                  |
| 1868      | William Odling | The Chemical Changes of Carbon                                 |
| 1869      | John Tyndall | Light                                                          |
| 1870      | William Odling | Burning and Unburning                                          |
| 1871      | John Tyndall | Ice, Water, Vapour and Air                                     |
| 1872      | William Odling | Air and Gas                                                    |
| 1873      | John Tyndall | The Motion and Sensation of Sound                              |
| 1874      | John Hall Gladstone                                                                                                   | The Voltaic Battery                                            |
| 1875      | John Tyndall | Experimental Electricity                                       |
| 1876      | John Hall Gladstone                                                                                                   | The Chemistry of Fire                                          |
| 1877      | John Tyndall | Heat, Visible and Invisible                                    |
| 1878      | James Dewar | A Soap Bubble                                                  |
| 1879      | John Tyndall | Water and Air                                                  |
| 1880      | James Dewar | Atoms                                                          |
| 1881      | Robert Stawell Ball                                                                                                   | The Sun, the Moon and the Planets                              |
| 1882      | John Tyndall | Light and the Eye                                              |
| 1883      | James Dewar | Alchemy in Relation to Modern Science                          |
| 1884      | John Tyndall | The Sources of Electricity                                     |
| 1885      | James Dewar | The Story of a Meteorite                                       |
| 1886      | James Dewar | The Chemistry of Light and Photography                         |
| 1887      | Robert Stawell Ball                                                                                                   | Astronomy                                                      |
| 1888      | James Dewar | Clouds and Cloudland                                           |
| 1889      | Arthur Rücker | Electricity                                                    |
| 1890      | James Dewar | Frost and Fire                                                 |
| 1891      | John Gray McKendrick                                                                                                  | Life in Motion; or the Animal Machine                          |
| 1892      | Robert Stawell Ball                                                                                                   | Astronomy                                                      |
| 1893      | James Dewar | Air: Gaseous and Liquid                                        |
| 1894      | John Ambrose Fleming                                                                                                  | The Work of an Electric Current                                |
| 1895      | John Gray McKendrick                                                                                                  | Sound, Hearing and Speech                                      |
| 1896      | Sylvanus Phillips Thompson                                                                                            | Light, Visible and Invisible                                   |
| 1897      | Oliver Lodge | The Principles of the Electric Telegraph                       |
| 1898      | Robert Stawell Ball                                                                                                   | Astronomy                                                      |
| 1899      | Charles Vernon Boys                                                                                                   | Fluids in Motion and at Rest                                   |
| 1900      | Robert Stawell Ball                                                                                                   | Great Chapters from the Book of Nature                         |
| 1901      | John Ambrose Fleming                                                                                                  | Waves and Ripples in Water, Air and Aether                     |
| 1902      | Henry Selby Hele-Shaw                                                                                                 | Locomotion : On the Earth, Through the Water, in the Air       |
| 1903      | Edwin Ray Lankester                                                                                                   | Extinct Animals                                                |
| 1904      | Henry Cunynghame | Ancient and Modern Methods of Measuring Time                   |
| 1905      | Herbert Hall Turner                                                                                                   | Astronomy                                                      |
| 1906      | William Duddell | Signalling to a Distance                                       |
| 1907      | David Gill | Astronomy, Old and New                                         |
| 1908      | William Stirling | The Wheel of Life                                              |
| 1909      | William Duddell | Modern Electricity                                             |
| 1910      | Sylvanus Phillips Thompson                                                                                            | Sound: Musical and Non-Musical                                 |
| 1911      | Peter Chalmers Mitchell                                                                                               | The Childhood of Animals                                       |
| 1912      | James Dewar | Christmas Lecture Epilogues                                    |
| 1913      | Herbert Hall Turner                                                                                                   | A Voyage in Space                                              |
| 1914      | Charles Vernon Boys                                                                                                   | Science in the Home                                            |
| 1915      | Herbert Hall Turner                                                                                                   | Wireless Messages from the Stars                               |
| 1916      | Arthur Keith | The Human Machine Which All Must Work                          |
| 1917      | John Ambrose Fleming                                                                                                  | Our Useful Servants : Magnetism and Electricity                |
| 1918      | D’Arcy Wentworth Thompson                                                                                             | The Fish of the Sea                                            |
| 1919      | William Henry Bragg                                                                                                   | The World of Sound                                             |
| 1920      | John Arthur Thomson                                                                                                   | The Haunts of Life                                             |
| 1921      | John Ambrose Fleming                                                                                                  | Electric Waves and Wireless Telephony                          |
| 1922      | Herbert Hall Turner                                                                                                   | Six Steps Up the Ladder to the Stars                           |
| 1923      | William Henry Bragg                                                                                                   | Concerning the Nature of Things                                |
| 1924      | Francis Balfour-Browne                                                                                                | Concerning the Habits of Insects                               |
| 1925      | William Henry Bragg                                                                                                   | Old Trades and New Knowledge                                   |
| 1926      | Archibald Vivian Hill                                                                                                 | Nerves and Muscles: How We Feel and Move                       |
| 1927      | Edward Andrade | Engines                                                        |
| 1928      | Alexander Wood | Sound Waves and their Uses                                     |
| 1929      | Stephen Glanville | How Things Were Done in Ancient Egypt                          |
| 1930      | Arthur Mannering Tyndall                                                                                              | The Electric Spark                                             |
| 1931      | William Henry Bragg                                                                                                   | The Universe of Light                                          |
| 1932      | Alexander Oliver Rankine                                                                                              | The Round of the Waters                                        |
| 1933      | James Hopwood Jeans                                                                                                   | Through Space and Time                                         |
| 1934      | William Lawrence Bragg                                                                                                | Electricity                                                    |
| 1935      | Kenneth Mees | Photography                                                    |
| 1936      | Geoffrey Ingram Taylor                                                                                                | Ships                                                          |
| 1937      | Julian Huxley | Rare Animals and the Disappearance of Wild Life                |
| 1938      | James Kendall | Young Chemists and Great Discoveries                           |
| 1939–1942 | Keine Vorlesungen |                                                                |
| 1943      | Edward Andrade | Vibrations and Waves                                           |
| 1944      | Harold Spencer Jones                                                                                                  | Astronomy in our Daily Life                                    |
| 1945      | Robert Watson-Watt | Wireless                                                       |
| 1946      | Hamilton Hartridge | Colours and How We See Them                                    |
| 1947      | Eric Rideal | Chemical Reactions: How They Work                              |
| 1948      | Frederic Bartlett | The Mind at Work and Play                                      |
| 1949      | Percy Dunsheath | The Electric Current                                           |
| 1950      | Edward Andrade | Waves and Vibrations                                           |
| 1951      | James Gray | How Animals Move                                               |
| 1952      | F. Sherwood Taylor | How Science Has Grown                                          |
| 1953      | John Ashworth Ratcliffe                                                                                               | The Uses of Radio Waves                                        |
| 1954      | Frank Whittle | The Story of Petroleum                                         |
| 1955      | Harry W. Melville | Big Molecules                                                  |
| 1956      | Harry Baines | Photography                                                    |
| 1957      | Julian Huxley und James Fisher                                                                                        | Birds                                                          |
| 1958      | John Ashworth Ratcliffe, James M. Stagg, Robert L. F. Boyd, Graham Sutton, George Deacon, Gordon de Quetteville Robin | International Geophysical Year                                 |
| 1959      | Thomas Allibone | The Release and Use of Atomic Energy                           |
| 1960      | Vernon Ellis Cosslett                                                                                                 | Seeing the Very Small                                          |
| 1961      | William Lawrence Bragg                                                                                                | Electricity                                                    |
| 1962      | Richard Evelyn Donohue Bishop                                                                                         | Vibration                                                      |
| 1963      | Ronald King | Energy                                                         |
| 1964      | Desmond Morris | Animal Behaviour                                               |
| 1965      | Bernard Lovell, Francis Graham-Smith, Martin Ryle, Antony Hewish                                                      | Exploration of the Universe                                    |
| 1966      | Eric Laithwaite | The Engineer in Wonderland                                     |
| 1967      | Richard L. Gregory | The Intelligent Eye                                            |
| 1968      | Philip Morrison | Gulliver's Laws: The Physics of Large and Small                |
| 1969      | George Porter | Time Machines                                                  |
| 1970      | John Napier | Monkeys Without Tails: A Giraffe's Eye-view of Man             |
| 1971      | Charles Taylor | Sounds of Music: the Science of Tones and Tune                 |
| 1972      | Geoffrey G. Gouriet                                                                                                   | Ripples in the Ether: The Science of Radio Communication       |
| 1973      | David Attenborough | The Language of Animals                                        |
| 1974      | Eric Laithwaite | The Engineer Through the Looking Glass                         |
| 1975      | Heinz Wolff | Signals from the Interior                                      |
| 1976      | George Porter | The Natural History of a Sunbeam                               |
| 1977      | Carl Sagan | The Planets                                                    |
| 1978      | Erik Christopher Zeeman                                                                                               | Mathematics into Pictures                                      |
| 1979      | Eric M. Rogers | Atoms for Engineering Minds: A Circus of Experiments           |
| 1980      | David Chilton Phillips mit Max Perutz in Lecture 5                                                                    | The Chicken, the Egg and the Molecules                         |
| 1981      | Reginald Victor Jones                                                                                                 | From Magna Carta to Microchip                                  |
| 1982      | Colin Blakemore | Common Sense                                                   |
| 1983      | Leonard Maunder | Machines in Motion                                             |
| 1984      | Walter Bodmer | The Message of the Genes                                       |
| 1985      | John David Pye | Communicating                                                  |
| 1986      | Lewis Wolpert | Frankenstein's Quest: Development of Life                      |
| 1987      | John Meurig Thomas und David Phillips                                                                                 | Crystals and Lasers                                            |
| 1988      | Gareth Roberts | The Home of the Future                                         |
| 1989      | Charles Taylor | Exploring Music                                                |
| 1990      | Malcolm Longair | Origins                                                        |
| 1991      | Richard Dawkins | Growing Up in the Universe                                     |
| 1992      | Charles J. M. Stirling                                                                                                | Our World Through the Looking Glass                            |
| 1993      | Frank Close | The Cosmic Onion                                               |
| 1994      | Susan Greenfield | Journey to the Centre of the Brain                             |
| 1995      | James A. Jackson | Planet Earth, An Explorer's Guide                              |
| 1996      | Simon Conway Morris                                                                                                   | The History in our Bones                                       |
| 1997      | Ian Stewart | The Magical Maze                                               |
| 1998      | Nancy Rothwell | Staying Alive                                                  |
| 1999      | Neil F. Johnson | Arrows of Time                                                 |
| 2000      | Kevin Warwick | Rise of the Robots                                             |
| 2001      | John Sulston | The Secrets of Life                                            |
| 2002      | Tony Ryan | Smart Stuff                                                    |
| 2003      | Monica Grady | Voyage in Space and Time                                       |
| 2004      | Lloyd Peck | To the End of the Earth: Surviving Antarctic Extremes          |
| 2005      | John Krebs | The Truth About Food                                           |
| 2006      | Marcus du Sautoy | The Num8er My5teries                                           |
| 2007      | Hugh Montgomery | Back from the Brink: The Science of Survival                   |
| 2008      | Christopher Bishop | Hi-tech Trek                                                   |
| 2009      | Sue Hartley | The 300-Million-Year War                                       |
| 2010      | Mark Miodownik | Size Matters                                                   |
| 2011      | Bruce Hood | Meet Your Brain                                                |
| 2012      | Peter Wothers | The Modern Alchemist                                           |
| 2013      | Alison Woollard | Life Fantastic                                                 |
| 2014      | Danielle George | Sparks will fly: How to Hack your Home                         |
| 2015      | Kevin Fong | How to survive in space                                        |
| 2016      | Saiful Islam | Supercharged: Fuelling the future                              |
| 2017      | Sophie Scott | The Language of Life                                           |
| 2018      | Alice Roberts und Aoife McLysaght                                                                                     | Who am I?                                                      |
| 2019      | Hannah Fry | Secrets and lies: The Hidden Power of Maths                    |
| 2020      | Christopher Jackson, Helen Czerski, Tara Shine                                                                        | Planet Earth: A user’s guide                                   |
| 2021      | Jonathan Van-Tam | Going viral: How Covid changed science forever                 |
| 2022      | Sue Black | Secrets of Forensic Science                                    |
| 2023      | Michael Wooldridge | The Truth about AI                                             |

## Nachweise
- Frank A. J. L. James (Hrsg.): Christmas At The Royal Institution: An Anthology of Lectures by M. Faraday, J. Tyndall, R. S. Ball, S. P. Thompson, E. R. Lankester, W. H. Bragg, W. L. Bragg, R. L. Gregory, and I. Stewa. World Scientific, 2008, ISBN 978-981-277-108-7.